# Giovanni Battista Pergolesi
Giovanni Battista Pergolesi (Jesi, 4 januari 1710 - Pozzuoli, 16 maart 1736) was een Italiaans componist, violist en organist. Hij studeerde in Napels en werkte als kapelmeester in Napels en Rome. Pergolesi was een belangrijk vertegenwoordiger van wat later de Napolitaanse School werd genoemd en speelde een leidende rol bij de opkomst van de Italiaanse komische opera (opera buffa) in de 18de eeuw.

## Levensloop
Pergolesi was de derde zoon van Francesco Draghi, die de zoon van een schoenmaker uit Pergola was. Deze laatste verhuisde in 1635 van Pergola naar Jesi; Giovanni Battista was de eerste die de achternaam Pergolesi kreeg.
Hij studeerde in zijn geboorteplaats muziek bij Francesco Santini voordat hij in 1725 naar Napels trok om daar onder anderen bij Gaetano Greco te studeren. Hij werkte vooral aan de Napolitaanse hoven.
Pergolesi was een van de belangrijkste vroege componisten van opera buffa (komische opera). Zijn opera seria Il prigioner superbo omvatte de populaire buffa-tweeakter intermezzo, La Serva Padrona (1733). Toen het stuk in 1752 werd opgevoerd in Parijs, vormde het de aanleiding voor de zogenaamde querelle des bouffons (ruzie van de komieken) tussen aanhangers van de serieuze Franse opera van componisten als Jean-Baptiste Lully en Jean-Philippe Rameau en aanhangers van nieuwe Italiaanse komische opera. Pergolesi diende als voorbeeld voor de laatste stijl tijdens deze ruzie die de muziekgemeenschap van Parijs twee jaar lang verdeeld hield.
Pergolesi schreef ook veel kerkmuziek, waaronder een mis in F. Het is echter zijn Stabat Mater (1736), voor (mannen)sopraan, alt (contratenor) en orkest, dat de meeste bekendheid geniet. Het werk is in opdracht geschreven ter vervanging van het Stabat Mater van Alessandro Scarlatti dat tot dan toe elke Goede Vrijdag in Napels was opgevoerd. Het werk bleef populair, werd het meest gedrukte werk van de achttiende eeuw, en werd bewerkt door verschillende andere componisten, onder wie Johann Sebastian Bach, die het gebruikte als basis voor zijn motet Tilge, Höchster, meine Sünden, BWV 1083.
Pergolesi schreef een aantal seculiere instrumentale werken, waaronder een vioolsonate en een vioolconcert. Een aanzienlijke hoeveelheid instrumentale en sacrale werken die ooit aan Pergolesi zijn toegeschreven, bleken later niet van zijn hand te zijn. Zo is van de Concerti Armonici tegenwoordig bekend dat zij zijn geschreven door Unico Wilhelm van Wassenaer.
Pergolesi stierf op 26-jarige leeftijd aan tuberculose.

## Composities

### Opera's
| Voltooid in | titel                                             | aktes       | première | libretto                                                      |
| ----------- | ------------------------------------------------- | ----------- | --- | ------------------------------------------------------------- |
| 1731        | La conversione e morte di San Guglielmo           |             | |                                                               |
| 1731        | Salustia                                          | 3 bedrijven | januari 1732, Napels, Teatro San Bartolomeo | Sebastiano Morelli naar "Alessandro Severo" van Apostolo Zeno |
| 1732        | Lo frate 'nnamorato (De verliefde broeder)        | 3 bedrijven | 1e versie: 27 september 1732, Napels, Teatro San Giovanni dei Fiorentini; 2e versie: carnaval 1734, Napels                                                | Gennaro Antonio Federico                                      |
| 1733        | Il prigionier superbo                             | 3 bedrijven | 28 augustus of 4 september 1733, Napels, Teatro San Bartolomeo                                                                                            | onbekende librettist                                          |
| 1734        | Adriano in Siria (Hadriaan in Syrië)              | 3 bedrijven | 25 oktober 1734, Napels, Teatro San Bartolomeo | Pietro Metastasio                                             |
| 1734        | La contadina astuta                               |             | 25 oktober 1734, Napels, Teatro San Bartolomeo |                                                               |
| 1734        | L'Olimpiade                                       | 3 bedrijven | januari 1735, Rome, Teatro Tordinona | Pietro Metastasio                                             |
| 1735        | Il Flaminio                                       | 3 bedrijven | herfst 1735, Napels, Teatro nuovo | Gennaro Antonio Federico                                      |
| 1735        | Il tempo felice (2e deel samen met: N. Sabbatino) |             | 2 december 1735, Torremaggiore ter gelegenheid van het huwelijk van Raimondo di Sangro, Principe di Sansevero, met Carlotta Gaetani Dell'Aquila D'Aragona | Giuseppe Antonio Macri                                        |